# Carriers at War 1941–1945: Fleet Carrier Operations in the Pacific
Carriers at War 1941—1945: Fleet Carrier Operations in the Pacific — компьютерная стратегическая игра в жанре варгейм, первая часть серии игр «Carriers at War». Была разработана и выпущена компанией Strategic Studies Group в 1984 году.

## Игровой процесс
Carriers at War 1941—1945 — морской варгейм, в котором игрок выполняет роль командующего военно-морского флота. Игра ведётся на поле размером 72x84 шестиугольников. Под управлением игрока находятся как индивидуальные юниты, так и отряды, которые включают морские суда и самолёты.
Игра ведётся в реальном времени, но в любой момент можно нажать «паузу» для планирования действий и приказов юнитам.

## Сюжет
Игра состоит из сценариев, созданных на основе сражений Тихоокеанского театра военных действий Второй мировой войны. Всего в игре представлено шесть сценариев: Нападение на Пёрл-Харбор, Сражение в Коралловом море, Битва за Мидуэй, Сражение у восточных Соломоновых островов, Бой у островов Санта-Крус и Битва при Марианских островах. Есть возможность играть как за США, так и за Японскую империю.

## Продолжение
В 1992 году был выпущен ремейк игры под названием Carriers at War для MS-DOS. В 1993 вышло полноценное продолжение — Carriers at War II: Fleet Carrier Operations in Southeast Asia 1936—1946. В 2007 году Strategic Studies Group выпустила очередной ремейк игры — Carriers at War (2007).

## Отзывы
В рецензии Computer Gaming World Carriers at War 1941—1945 была названа лучшей игрой об авианосцах Второй мировой войны. Рецензент также отметил, что игра, возможно, является лучшим варгеймом 1984 года.
Питер Перла в своей книге «The Art of Wargaming», посвященной истории варгеймов, называет «Carriers at War» прорывом в жанре и утверждает, что Йен Траут и Роджер Китинг своей игрой подняли планку качества для компьютерных варгеймов.